# امپراتوری تبت
امپراتوری تبت یا در زبان اصیل تبت تبت بزرگ؛ به امپراتوری بزرگی اشاره دارد که میان قرن هفتم تا قرن نهم گاهشماری پس از میلاد، دارد. این امپراتوری در زمان و شرایطی شکل یافت که تبت به عنوان یک قدرت واحد و یکپارچه و عظیم، حضور داشت. این امپراتوری به قسمت بسیار عظیم و قابل توجهی از فلات تبت دست یافت و حتی علاوه بر فلات تبت؛ کنترل و مساحتش به قسمت‌هایی از شرق آسیا، جنوب آسیا و آسیای مرکزی گسترش پیدا کرده بود. در دوران اوج خود، مساحت آن به ۴٬۶۰۰٬۰۰۰ کیلومتر مربع رسید.
تاریخ تمدن‌های این فلات به‌طور سنتی، توسط پادشاهان حاکم بر تمدن‌های تبت؛ تغییر داده شده و مورد سوءاستفاده قرار گرفته. اولین اشاره‌های خارجی به امپراتوری تبت در قرن هفتم میلادی ثبت شد؛ چینی‌های آن زمان برای اولین بار به تمدنی با این مشخصات به نام توفان، اشاره کردند. در میان قرون هفتم میلادی تا قرن نهم پس از میلاد مسیح، یک سلسله امپراتور بر این منطقه حکومت کردند. از زمان امپراتور سونگتسن گامپو، قدرت و وسعت امپارتوری تبت، به تدریج و مرور زمان، از مرزهای جغرافیایی فلات تبت گذر کرد و به نقاط دیگر آسیا راه یافت. در زمان به قدرت رسیدن امپراتور رالپاکان در اوایل و آغاز قرن نهم میلادی، قلمروهای خارج از فلات تبت امپراتوری تبت، از جانب رشته کوه پامیر به استان گانسو و استان یون‌نان -از استان‌های چین- و از طرف حوضه تاریم به رشته کوه هیمالیا و ناحیه بنگال گسترش یافت.
گسترش قلمرو امپراتوری مذکور، باعث شد تا حمل نقل و کنترل این قلمرو وسیع بسیار دشوار گردد و این هم به گسترش ایده‌هایی نوین کمک رساند. این ایده‌ها باعث ایجاد تنش و توده‌های قدرت شد. ایجاد این توده‌ها باعث شد تا رقابت میان امپراتور -در راس قدرت در این امپراتوری- و این توده‌ها شود. این رقابت باعث شد که برای مثال پیروان دین بون و طرفداران خاندان‌های اشرافی سابق، بخواهند جایگاه خود را در رقابت با دین تازه تأسیس بودیسم بیابند. این امپراتوری با جنگ داخلی که در سال ۸۴۰ میلادی رخ داد، سقوط کرد.